# پیتر استیل
پیتر استیل (انگلیسی: Peter Steele؛ ۴ ژانویهٔ ۱۹۶۲ – ۱۴ آوریل ۲۰۱۰) یک موسیقی‌دان اهل ایالات متحده آمریکا بود. وی بین سال‌های ۱۹۷۹ تا ۲۰۱۰ میلادی فعالیت می‌کرد.